# Pedicorophium laminosum
Pedicorophium laminosum is een vlokreeftensoort uit de familie van de Unciolidae. De wetenschappelijke naam van de soort is voor het eerst geldig gepubliceerd in 1912 door Pearse.